# Anton Lux (Politiker)
Anton Lux (* 19. März 1878 in Nieder-Florstadt; † 31. August 1953 in Nieder-Weisel) war ein hessischer Politiker (SPD) und Abgeordneter des Hessischen Landtags.

## Ausbildung und Beruf
Nach der Volksschule machte Lux eine Lehre als Pflasterer. Später arbeitete er als Gastwirt in Nieder-Florstadt. 1899 bis 1901 leistete er Militärdienst. Auch im Ersten Weltkrieg war er 1914 bis 1918 Soldat.

## Politik
Ab 1902 war Lux Mitglied der SPD. Für diese war er ab 1905 Gemeinderatsmitglied, ab 1908 Beigeordneter und ab 1927 Bürgermeister von Nieder-Florstadt. 1933 wurde er durch die Nationalsozialisten seines Amtes enthoben. 1944 wurde er verhaftet und im KZ Dachau interniert. Nach dem Zweiten Weltkrieg wurde er erneut Bürgermeister seiner Heimatgemeinde und blieb bis zu seinem Tode 1953 in diesem Amt.
Zwischen dem 26. Januar 1919 bis zum 7. Juli 1933 war Lux Mitglied des  Landtages des Volksstaates Hessen. Nach dem Krieg war er zwischen dem 1. Dezember 1946 bis zu seinem Tode am 31. August 1953 erneut Mitglied des Hessischen Landtags. 1950 war er Alterspräsident des Parlamentes. Im Jahr 1949 war er Mitglied der 1. Bundesversammlung.

## Familie
Der Vater von Anton Lux, Ernst Karl Lux war ebenfalls Pflasterer. Seine Mutter war Maria Lux, geborene Emmerich. Anton Lux heiratete am 19. Dezember 1906 Katharina Schaubach. Anton Lux war evangelisch.

## Ehrungen
- 1953: Großes Verdienstkreuz der Bundesrepublik Deutschland